# サーフボードストレッチ
サーフボードストレッチは、日本のお笑いコンビ。サンミュージックプロダクション所属。普段は共にIT企業の会社員として働いている。

## メンバー
ハシケン（本名：橋本 健一郎〈はしもと けんいちろう〉1994年3月11日（31歳） - ）
東京都小平市出身、早稲田大学文化構想学部卒業。身長170 cm、体重73 kg。足の大きさ26.5 cm、BWHはそれぞれ98・93・99。血液型はA型。
趣味はプロレス観戦、競馬、映画鑑賞。好きなアイドルは日向坂46。普通自動車免許を所持している。
特技はパワーポイントによる資料作成、ボール回し。

たかしょー（本名：高橋 翔〈たかはし しょう〉1993年10月15日（31歳） - ）
神奈川県横浜市出身、早稲田大学人間科学部卒業。身長178 cm、体重80 kg。足の大きさ28 cm、BWHはそれぞれ98・91・99。血液型はB型。
趣味は映画鑑賞、スニーカー収集。好きなタレントは仲里依紗。普通自動車免許を所持している。
特技はエクセル作成。

## 来歴
ハシケンは中学時代から『エレ片のコント太郎』のリスナーであり、そのPodcastに当時早稲田大学の学生だったGパンパンダが出演していたことで、大学でお笑いをやればラジオ番組に出られると考えて早稲田大学のお笑いサークル「お笑い工房LUDO」に入った。当時はサークルを掛け持ちしていた。高校生の頃は自転車通学で、『エレ片』を聴いてニヤニヤしながら通っていたら「ニヤつきながら自転車に乗っている男子高生がいる」と地元で話題にされた。
たかしょーはLUDOの勧誘を受けて入り、中高続けて男子校だったため当初は充実したキャンパスライフを送ろうと、サークルを掛け持ちして保険をかけていた。人として面白い人がLUDOには多かったことにより、自然とLUDOでの活動に絞られていった。初めは同じ寮にいた韓国人とコンビを組み、お笑いをやれば日本語が上手くなると騙って同じサークルに入らせたものの、「ネタの時は片言で話してほしい」とお願いしたら「話が違う」と怒られてしまった。
デビューライブにおいてたかしょーのコンビは韓国人の方がツッコミ担当で、それを見たハシケンは普通なら韓国人が韓国人であることを活かしてボケを担うだろうと思い、面白く感じたハシケンがたかしょーに声をかけて現在のコンビとなる。
2017年には吉本興業主催の全国お笑いサークル団体戦『NOROSHI』にて優勝を果たし、2019年8月はMBS毎日放送『歌ネタ王決定戦』の準決勝まで進出。その頃は大学を卒業すればお笑いはやらないつもりで、なんとなく出場していた。
吉本から授業料全額免除の条件付きで、吉本総合芸能学院（NSC）への入学を打診されるも断った。その理由は2人曰く「今の時代、お金払って養成所に行かなくても、他の芸人さんが動画とか上げてくれてて、それを見て勉強とかできますし」。
2022年6月5日、サンミュージックに預かり所属となる旨を発表。フルタイムでの勤務は継続しながら芸人活動を行う。
コンビ名は、ハシケンがプロレス技の1つから取ったのが由来。

## 芸風
主に漫才だが、音響と独特の動きを多用した異色の漫才が多い。「面白い音を探してから動きを探す」という方法でネタを作っている。
両手を広げて膝を90度に曲げ、股を開いて左足を軸に回転する「エビバディ元気ポーズ」を音響と共に取り入れた漫才『コンビニ』などがある。このネタは大学在学時にできたもので、2019年8月に「わらリーマン」主催ライブに出演した際のネタ動画が26万回再生されている。

## 出演
- ネタパレ（フジテレビ）
- 新・日本男児と中居（日本テレビ）[3]